# De loteling
De loteling is een roman van Hendrik Conscience, gepubliceerd in het jaar 1850 met vier platen door Edward Dujardin. Deze artiest wordt beschouwd als de grondlegger in België van de "omtrektekening" (een genre dat toen reeds veel bijval had in Duitsland).
Jan Braems, een arme boerenzoon, woont met zijn moeder, jongere broer en grootvader in een lemen hut; in een andere hut daarnaast woont Trien met haar oude moeder. De twee gezinnen helpen elkaar en zijn gelukkig, ondanks hun harde leven. Jan wordt opgeroepen voor de loting voor de legerdienst. Trien vreest dat hij zal worden ingeloot, met alle gevolgen van dien. Inderdaad moet Jan het leger in. Na zes maanden ontvangen de beide gezinnen een brief van Jan, waarin hij vertelt een besmettelijke oogziekte te hebben opgelopen. Echter, in een tweede brief aan Trien persoonlijk  vertelt Jan dat hij blind is geworden. Trien besluit daarop Jan op te halen. Ze loopt in vier dagen naar de kazerne, waar ze uiteindelijk een bekende uit het dorp tegenkomt die ook in dienst moest: hij is korporaal en zit bij de infirmerie waar Jan verblijft. Hij laat haar, ondanks dat het niet mag, Jan bezoeken. Een sergeant die haar betrapt dreigt haar eruit te laten gooien, maar Trien smeekt of ze nog even mag blijven. De sergeant heeft medelijden en besluit er geen werk van te maken, maar ze moet wel weg. Trien ontmoet daarop een officier en diens vrouw; ze smeekt om Jan mee te mogen nemen naar huis. De officier weet van een order die zal komen, waarin de zieke en blinde dienstplichtigen voor onbepaalde tijd met verlof zullen mogen, en na overleg met zijn commandant mag Jan inderdaad met Trien mee. Jan is blij dat hij terug naar huis mag, en dat Trien er voor hem is. Maar hij is neerslachtig omdat hij nu blind is. Als Trien zijn ogen wast blijkt dat Jan nog niet volledig blind is. Ze worden opgevangen door een oude legerarts die Jan verzorgt. Uiteindelijk geneest Jan weer. In het laatste hoofdstuk beschrijft de auteur hoe hij tijdens een onweer moet schuilen in een boerenhoeve. Het blijkt de hoeve van Jan en Trien te zijn: ze zijn getrouwd, hebben drie kinderen, en de andere gezinsleden wonen nog steeds bij hen. De lemen hutten zijn samengevoegd tot een welvarende pachthoeve. 
Conscience schreef dit boek in een periode dat hij leed aan een maag- en zenuwziekte. Daarbij was zijn vader Pierre Conscience overleden in Borgerhout op 27 juni 1850. Bovendien was Conscience in die periode het mikpunt van laster in vele artikels door twisten tussen Vlaamse schrijvers. Hij bracht daarom met zijn gezin drie maanden door op de heide, afgesloten van de buitenwereld, om te herstellen van de vele spanningen. In een voorrede over dit boek op 15 november 1850 tot zijn vrienden, spreekt hij over dit verblijf op de heide : "Dit schone oord, waar de ziel in haarzelf terugkeert en rust geniet; waar alles zingt van vrede en stilte."

## Trivia
- In de Antwerpse gemeente Zoersel bevindt zich het Boshuisje, waar Hendrik Conscience aan deze roman schreef. Een inscriptie aan de voorgevel herinnert hieraan. Het is nu nog steeds een herberg.